# 勒朗贡
勒朗贡（法語：Le Langon，法語發音：[lə lɑ̃ɡɔ̃]）是法国卢瓦尔河地区大区旺代省的一个市镇，属于丰特奈勒孔特区。

## 地理
勒朗贡（46°26'16"N, 0°56'59"W）面积23.74 平方千米，位于法国卢瓦尔河地区大区旺代省，该省份为法国西部沿海省份，北起大西洋卢瓦尔省和曼恩-卢瓦尔省，西临大西洋，南至滨海夏朗德省，东部及东南部与德塞夫勒省接壤。
与勒朗贡接壤的市镇（或旧市镇、城区）包括：沙耶莱马赖、穆泽伊-圣马丹、珀托斯、拉塔耶、武耶莱马赖、旺代河畔莱韦吕尔、旺代河畔欧谢。

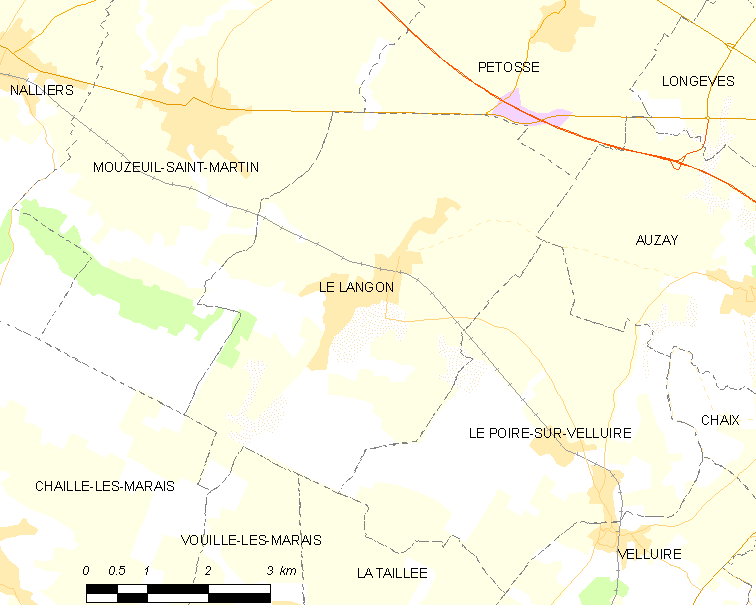
勒朗贡的OSM定位图

勒朗贡的时区为UTC+01:00、UTC+02:00（夏令时）。

## 行政
勒朗贡的邮政编码为85370，INSEE市镇编码为85121。

## 政治
勒朗贡所属的省级选区为丰特奈勒孔特县。

## 人口

1962-2008年间勒朗贡人口变化图示

勒朗贡于2022年1月1日时的人口数量为1050人。